# Jim Leighton
James Jim Leighton fou un destacat futbolista escocès dels anys 1980 i 1990.

## Biografia
Va néixer a Johnstone el 24 de juliol de 1958. Va jugar de porter a clubs com l'Aberdeen FC, el Manchester United FC o l'Hibernian FC. Fou 91 cops internacional amb la selecció de futbol d'Escòcia entre 1982 i 1998, amb la qual disputà quatre fases finals de campionats del món (1982, 1986, 1990 i 1998). Entre els títols més destacats cal esmentar dues copes escoceses, dues copes de la lliga, una Recopa d'Europa de futbol (1983) i dues lligues (1984 i 1985). Es retirà l'octubre de 1998, a l'edat de 40 anys, passant a ser entrenador de porters. És membre del saló de la fama del futbol escocès.

## Trajectòria esportiva
- Aberdeen FC: 1978-1988, 300 partits
- Manchester United FC: 1988-1991, 73 partits
- Reading FC (cedit) : 1991, 8 partits
- Dundee FC: 1991-1993, 21 partits
- Hibernian FC: 1993-1997, 151 partits
- Aberdeen FC: 1997-2000, 82 partits